# Лапицкий, Марк Исаакович
Марк Исаа́кович Лапи́цкий (14 сентября 1940, Москва — 17 декабря 2010, Москва) — советский и российский учёный, историк, американист, доктор исторических наук, профессор.

## Биография
Родился в Москве. Отец: Лапицкий Исаак Маркович работал в ТАСС обозревателем-международником. Мать Лапицкая (Беленькая) Итта (Туся) Вульфовна — домохозяйка.
Окончил Московский государственный педагогический институт им. В.И. Ленина.
С 1969 года работал в Институте международного рабочего движения АН СССР (после 1991 — Институт сравнительной политологии РАН, в последние годы — главный научный сотрудник, член Ученого совета Института). В 1971 году защитил кандидатскую диссертацию «Политические проблемы профсоюзного движения США. (Вторая половина 60-х — начало 70-х гг.)».
Доктор исторических наук (1989, диссертация «Роль профсоюзов во внутриполитической жизни США: традиции и современность»; официальные оппоненты В. П. Золотухин, В. Л. Мальков, З. П. Яхимович), профессор кафедры гуманитарных и социальных наук ВАВТ.
Автор многочисленных статей в журналах «США», «Вопросы экономики», «Новая и новейшая история», «Вопросы истории», «Вестник Московского университета», «Правила игры», «Полис», «Полигнозис», «Искусство кино» и др. научных работ.
Скончался 17 декабря 2010 года в Москве.
Похоронен на Востряковском кладбище (участок 41). 

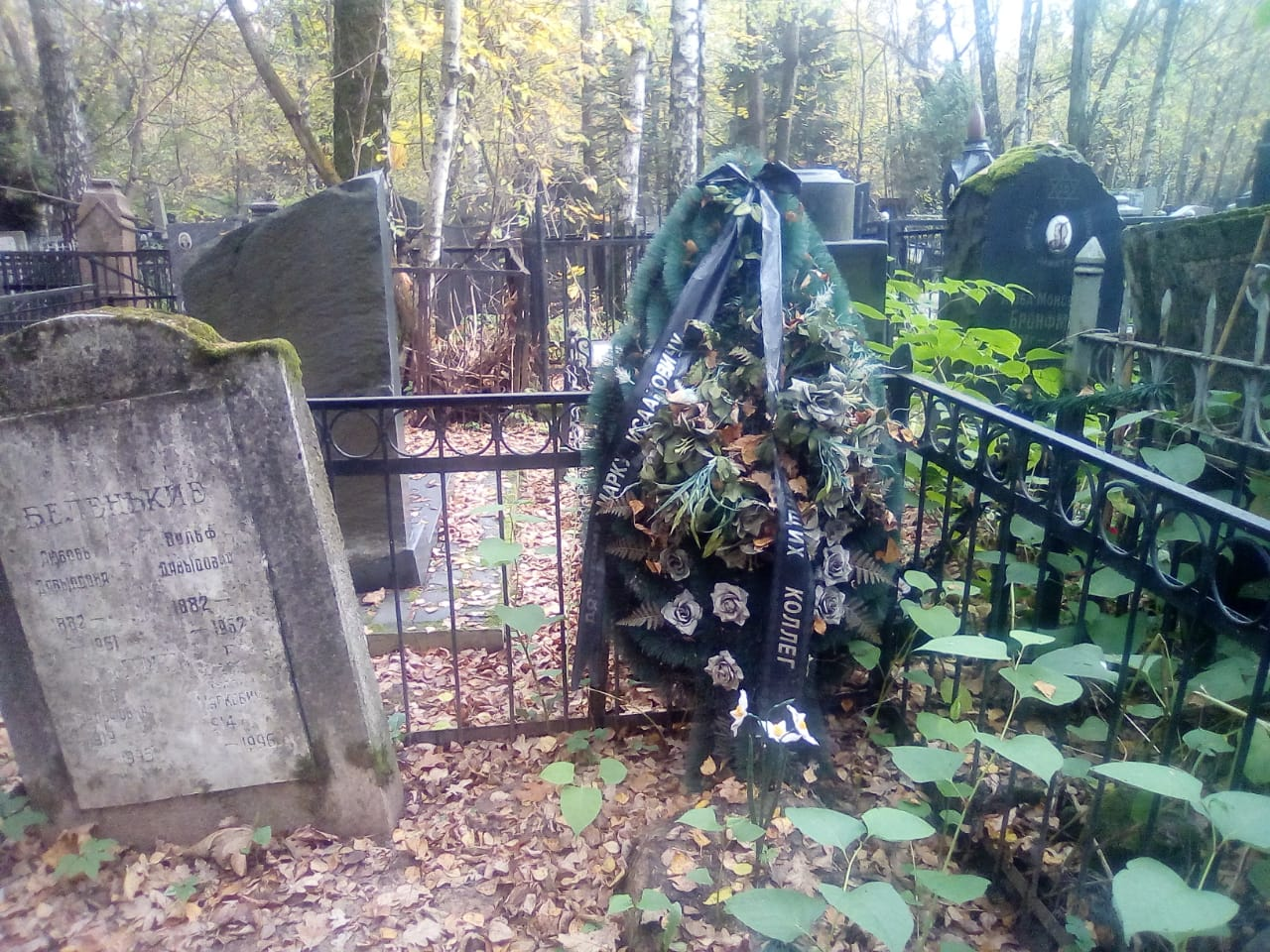

## Основные труды
- Этничность в конце XX века: проблемы и поиски их решения.
- К свободной демократии или к демократической тирании? — М., 2003.
- Деятельный без принуждения. — М.: «Новый век», 2002.
- Христианство в XX веке (социальный аспект). — М., 2001.
- Труд и бизнес в зеркале религий. — М.: «Новый век», 1998.
- США: политические проблемы. — М., 1990.
- Даниэль Де Леон. — М., 1987.
- Профсоюзы США: политические традиции и современность. — М., 1990.
- Уильям Хейвуд. — М., 1974.
- США: Роль профсоюзов во внутриполитической жизни; вторая половина 60-х — начало 70-х гг. — М., 1973.

## Статьи
- Лапицкий М. И. Профсоюзы и политика // Вопросы истории. — 1972. — № 8. — ISSN 0042-8779.
- Лапицкий М. И. Последний «апостол» висконсинской школы // Вопросы истории. — 1979. — № 4.
- Лапицкий М. И. Состояние и перспективы «новой рабочей истории» // Вопросы истории. — 1982. — № 10.
- Лапицкий М. И. Два фольклора — два характера // США: экономика, политика, идеология. — 1992. — № 10. — С. 15—27.
- Лапицкий М. И. «Нет хлеба — нет Торы» (трудовая этика иудаизма) // Вопросы экономики. — 1994. — № 7. — С. 132—140. — ISSN 0042-8736.
- Лапицкий М. И. Национальная идея: специфика американского опыта // США и Канада: экономика, политика, культура. — 2006. — № 9. — С. 64—81. — ISSN 0321-2068.
- Лапицкий М. И. Современное прочтение истории: Россия — США // США и Канада: экономика, политика, культура. — 2010. — № 7. — С. 83—99.
- Лапицкий М. И. Менеджмент XX века: автопортрет (О книгах Форда и Якокки). // Размышляя над прочитанным. — 1991. — № 3.
- Лапицкий М. И. Глазами Ключевского: наше прошлое, настоящее, будущее. // Диалоги. — 1991. — № 4.
- Лапицкий М. И. К свободной демократии или к демократической тирании? (Разговаривая с Токвилем). // «Пространство культуры». — 1992. — № 6.
- Лапицкий М. И. Далекое — близкое. Заметки о Токвиле. // «Пространство культуры». — 1993. — № 3.
- Лапицкий М. И. «Деятельный без принуждения» (Трудовая этика в разных измерениях). // журнал «Правила игры». — № 1. — 2000.
- Лапицкий М. И. Нечаемые мысли (Умом Россию конечно, не понять, но думать о ней можно. Глазами) // Независимая газета. Ex Libris История. — 2000.
- Лапицкий М. И. Размышления о времени и труде: (К выходу в свет книги Ханны Арендт) // Полития. — 2001. — № 3. — C. 167—176.
- Лапицкий М. И. Национальная идея и терпимость : специфика американского опыта — М.: ВАВТ, 2007. — 24 с.
- Лапицкий М. И. Краткий очерк культуры Северной и Южной Америки — М.: ВАВТ, 2008. — 33 с.
- Лапицкий М. И. Афро-бразильская магия моими глазами // Латинская Америка. — Наука, 2007. — № 5. — С. 78—85. — ISSN 0044-748X.

## Учебные пособия
- «Социокультурные аспекты хозяйственной деятельности» (ВАВТ)
- «Предпринимательская культура» (ВАВТ)
- «Глобализация — культура — религия» (ВАВТ)
- «Деловая культура США» (ВАВТ)